# Бело-Бережский санаторий
Бело-Бережский санаторий — посёлок в Брянском районе Брянской области России. Входит в состав Журиничского сельского поселения.

## География
Расположен в лесной местности на реках Снежеть, Велья, в 25 километрах от города Брянска.Через посёлок проходит автодорога 15К-219.

## Население
| 2010 | 2013 |
| ---- | ---- |
| 288  | ↗309 |

## Инфраструктура
ГАУЗ «Белобережский детский санаторий».
Детский лагерь отдыха «Ровесник».
Дом отдыха «Буревестник».
Парк-отель «Партизан».
Парк-отель «Millwood».
Иоанно-Предтеченская Бело-Бережская пустынь. Основан в начале XVIII века. Широкую известность получил в начале XIX века как один из первых центров российского старчества.

## Транспорт
Посёлок соединён асфальтированными дорогами с автотрассами М3 Москва—Киев и Р120 Орёл—Брянск—Смоленск.